# Buddy Holly (album des Hollies)
Pour les articles homonymes, voir Buddy Holly (homonymie).
Albums de The Hollies
Five Three One - Double Seven O Four
(1979) What Goes Around...
(1983)
Buddy Holly est le dix-neuvième album du groupe The Hollies, sorti en 1980.
Il s'agit d'un album-hommage à Buddy Holly, chanteur auquel le groupe doit son nom.

## Titres
| 1. | Peggy Sue                      | Buddy Holly, Jerry Allison (en), Norman Petty | 2:43 |
| 2. | Wishing                        | Buddy Holly, Bob Montgomery (en)              | 3:35 |
| 3. | Love's Made a Fool of You (en) | Buddy Holly, Bob Montgomery                   | 3:18 |
| 4. | Take Your Time                 | Buddy Holly, Norman Petty                     | 3:18 |
| 5. | Heartbeat (en)                 | Buddy Holly, Norman Petty                     | 3:38 |
| 6. | Tell Me How                    | Buddy Holly, Jerry Allison, Norman Petty      | 3:22 |
| 7. | Think It Over (en)             | Buddy Holly, Jerry Allison, Norman Petty      | 3:22 |
| 8. | Maybe Baby (en)                | Buddy Holly, Norman Petty                     | 3:09 |

| 9.  | Midnight Shift                 | Earl Lee, Jimmy Ainsworth                   | 2:23 |
| 10. | I'm Gonna Love You Too (en)    | Joe B. Mauldin, Niki Sullivan, Norman Petty | 3:03 |
| 11. | Peggy Sue Got Married (en)     | Buddy Holly                                 | 2:57 |
| 12. | What to Do                     | Buddy Holly                                 | 3:28 |
| 13. | That'll Be the Day             | Buddy Holly, Jerry Allison                  | 3:22 |
| 14. | It Doesn't Matter Anymore (en) | Paul Anka                                   | 3:15 |
| 15. | Everyday                       | Buddy Holly, Norman Petty                   | 4:16 |
| 16. | Reprise                        |                                             | 2:50 |

## Musiciens
- The Hollies :
  - Bernie Calvert : basse
  - Allan Clarke : chant
  - Bobby Elliott : batterie, percussions
  - Tony Hicks : guitare, chant
  - Terry Sylvester : guitare rythmique, chant

- Musiciens supplémentaires :
  - Pete Wingfield, Hans-Peter Arnesen : claviers
  - Dave Caswell, Howie Casey, Reg Brooks, Ron Astbury : cuivres
  - Don Harper : violon